# Gemeinschaftskrankenhaus Herdecke

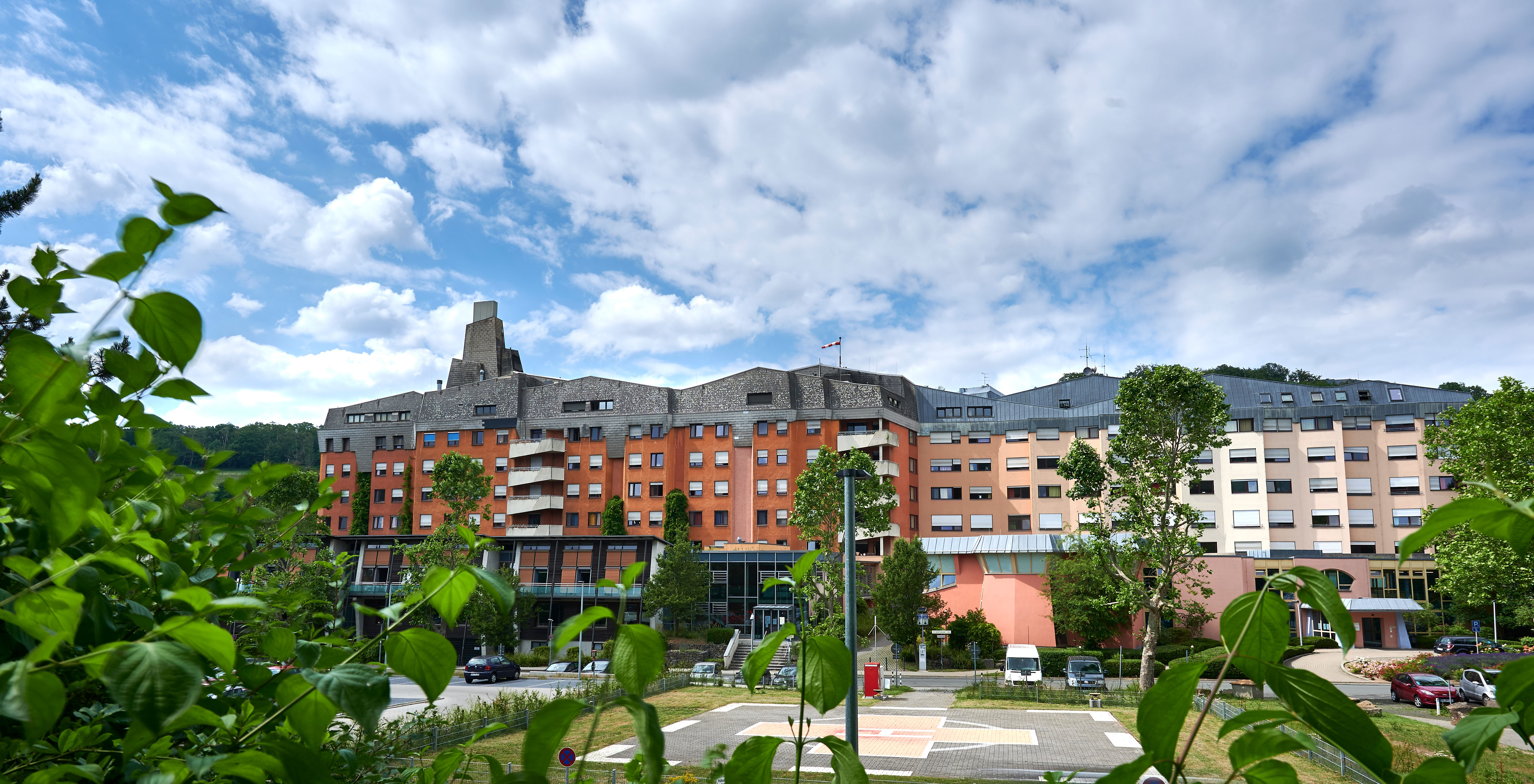
Das Gemeinschaftskrankenhaus Herdecke

Das Gemeinschaftskrankenhaus Herdecke, Nordrhein-Westfalen, verbindet als Akutkrankenhaus medizinische Behandlung mit integrativen Angeboten der Anthroposophie. Im Krankenhaus werden jährlich mehr als 50.000 Menschen behandelt.
Das Gemeinschaftskrankenhaus Herdecke (GKH) beherbergt 17 Fachabteilungen mit 528 Planbetten (Stand: 2023). Es deckt die internistisch-chirurgische Grund- und Regelversorgung, sowie eine überregionale Zentrumsversorgung auf den Gebieten Neurologie, Neurochirurgie, Kinderheilkunde, Gynäkologie und Geburtshilfe sowie Psychiatrie, Psychotherapie und Psychosomatik ab.
Das Gemeinschaftskrankenhaus Herdecke ist das größte Anthroposophische Krankenhaus Deutschlands und beschäftigt rund 1.900 Mitarbeitende. Zudem ist das GKH ein akademisches Lehrkrankenhaus der Universität Witten/Herdecke.
Träger des GKH ist eine gGmbH, die sich aus der Gemeinnützigen Stiftung zur Entwicklung von Gemeinschaftskrankenhäusern, dem gemeinnützigen Verein zur Förderung von Gemeinschaftskrankenhäusern e. V. sowie einem Einzelgesellschafter zusammensetzt. Zum GKH gehören vier Tochtergesellschaften: die Medi Global Service GmbH, die HerWe Service GmbH, die Rebional GmbH und die IntegraMed MVZ GmbH.
Als größter Arbeitgeber Herdeckes bildet das GKH in fünf Berufen aus, sowohl im medizinischen Bereich als auch in der Verwaltung. Die Ausbildung zur Pflegefachkraft erfolgt in der angegliederten Pflegeschule, dem Dörthe-Krause-Institut, kurz DöKI, das sich oberhalb des Krankenhauskomplexes befindet. 

## Geschichte
Als erstes Akutkrankenhaus für Anthroposophische Medizin wurde das GKH am 11. November 1969 in Herdecke im Ennepe-Ruhr-Kreis eröffnet. Das Gebäude verfügte zunächst über sechs Stockwerke mit 192 Betten. Ein Jahr später erfolgte die Gründung der Pflegeschule, dem heutigen DöKI. Im Jahr 2023 verfügt das GKH über rund 530 Betten und bildet dank zahlreicher An- und Neubauten einen Gebäudekomplex, der sich auf eine Fläche von ca. 42.000 Quadratmetern verteilt und neben dem medizinischen Bereich und der Verwaltung auch Mitarbeitenden-Wohnungen, Schulungsräume, eine Kantine sowie eine Cafeteria beherbergt. Zudem gibt es seit 1989 eine Schule für stationär aufgenommene Kinder und Jugendliche: die Ita-Wegmann-Schule. Hier werden Kinder und Jugendliche, die länger als vier Wochen in stationärer Behandlung sind, unterrichtet und auf die Wiedereingliederung in ihre Heimatschule vorbereitet. Seit 2008 ist mit dem Olibanum ein ambulantes Hospiz an das GKH angegliedert.

## Fachbereiche und -zentren
Das Gemeinschaftskrankenhaus Herdecke deckt folgende medizinische Fachgebiete ab: Anästhesiologie, Intensivmedizin, Notfallmedizin, Chirurgie, Frührehabilitation, Geburtshilfe, Gynäkologie, Innere Medizin, Kinder- und Jugendmedizin, Kinder- und Jugendpsychiatrie, Labormedizin, Neurochirurgie, Neurologie, Onkologie, Psychiatrie/Psychotherapie, Psychosomatik, Radiologie, Abteilung für Rückenmarksverletzte, Notaufnahme/Poliklinik.
Darüber hinaus gibt es die zur Klinik gehörende Onkologische Praxis Herdecke, die Neurochirurgische Praxis sowie elf weitere Versorgungszentren: Beckenbodenzentrum, Brustzentrum, Endometriosezentrum, gynäkologisches Krebszentrum, Kinderonkologisches Zentrum, Darmzentrum, MS-Zentrum, Myomzentrum, Perinatalzentrum, Schlaganfallzentrum, Zentrum für Neuromedizin.

## Bildergalerie
Gebäudeansichten (außen und innen):

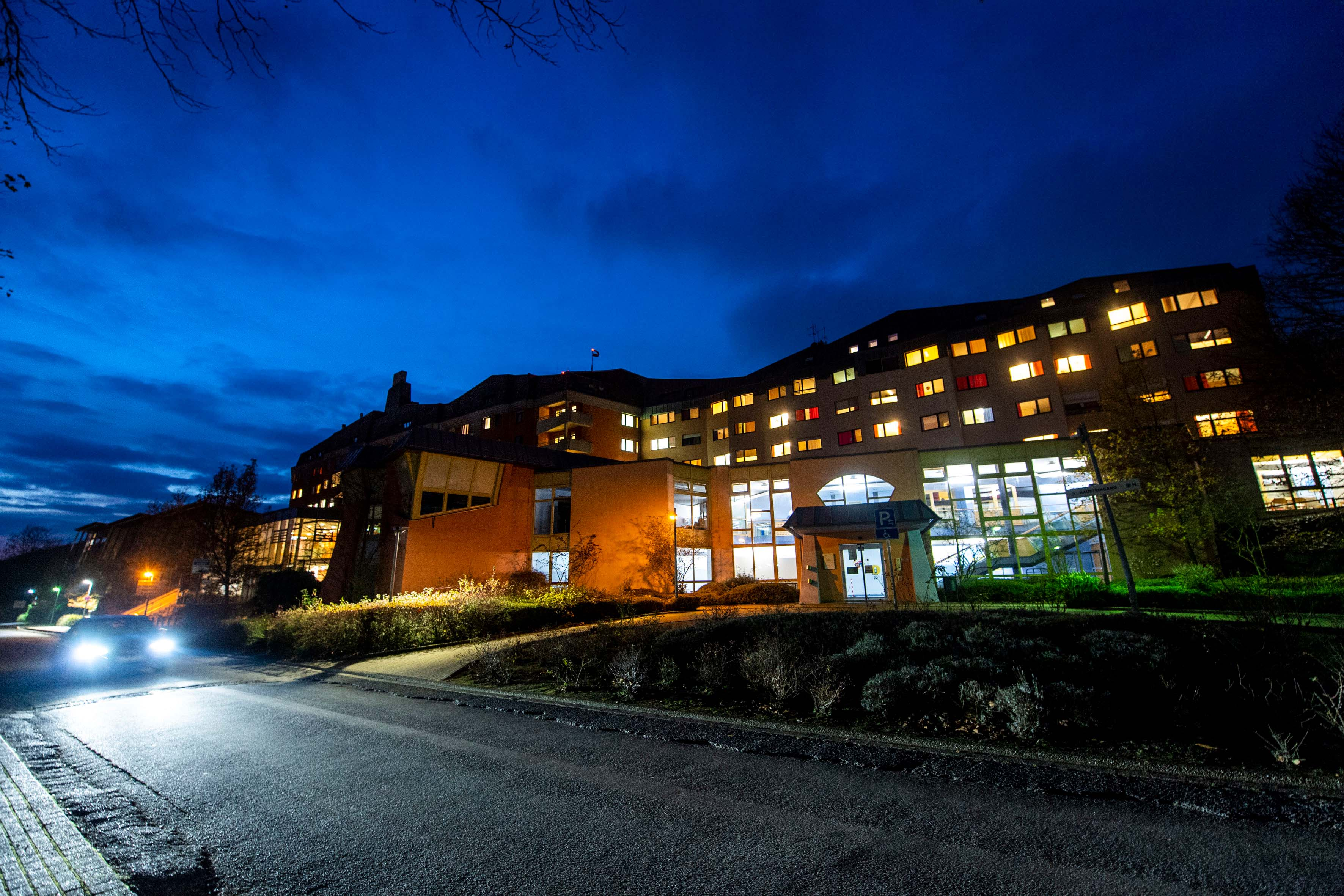
Das Gemeinschaftskrankenhaus Herdecke bei Nacht
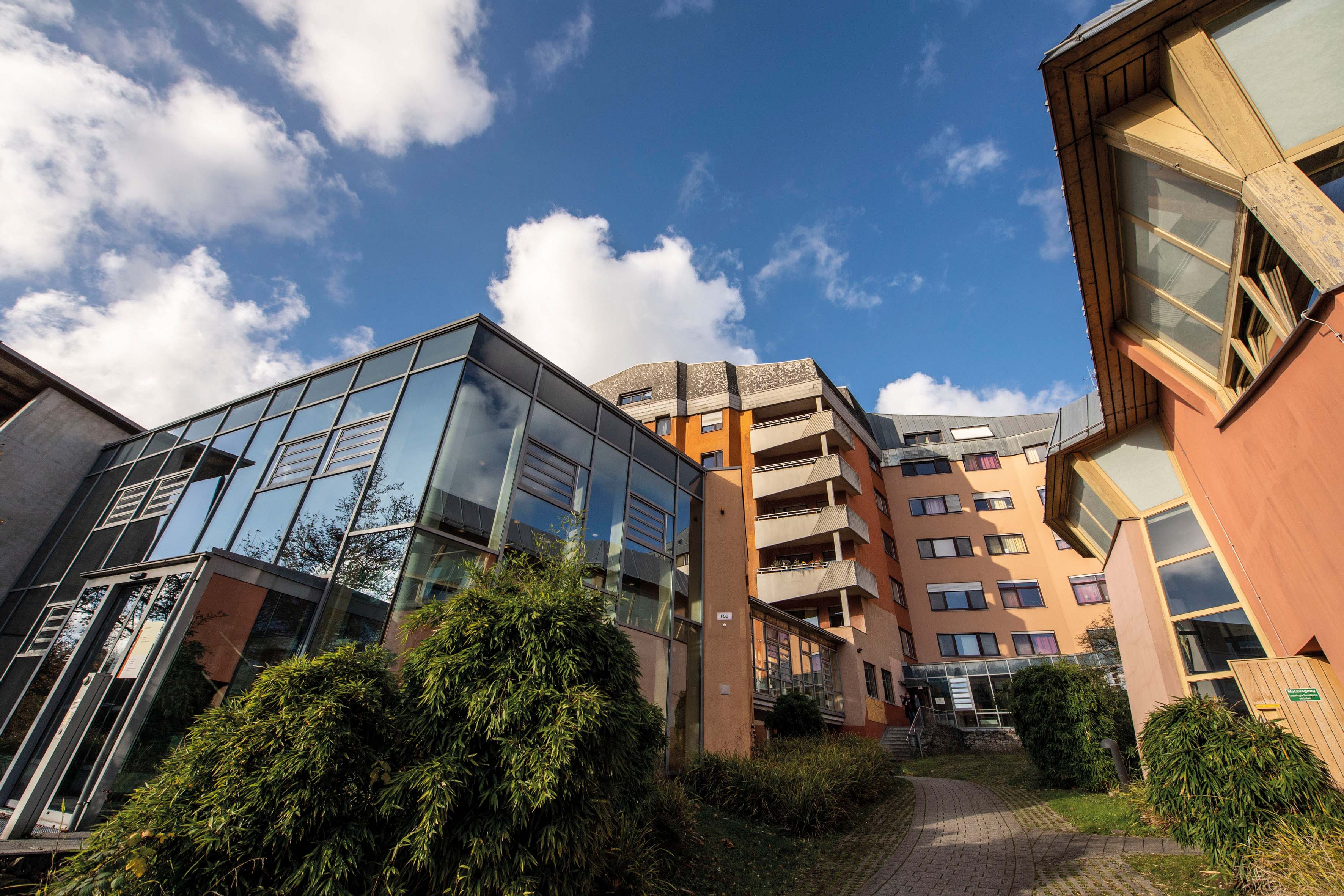
Eingang der Onkoambulanz am Gemeinschaftskrankenhaus Herdecke
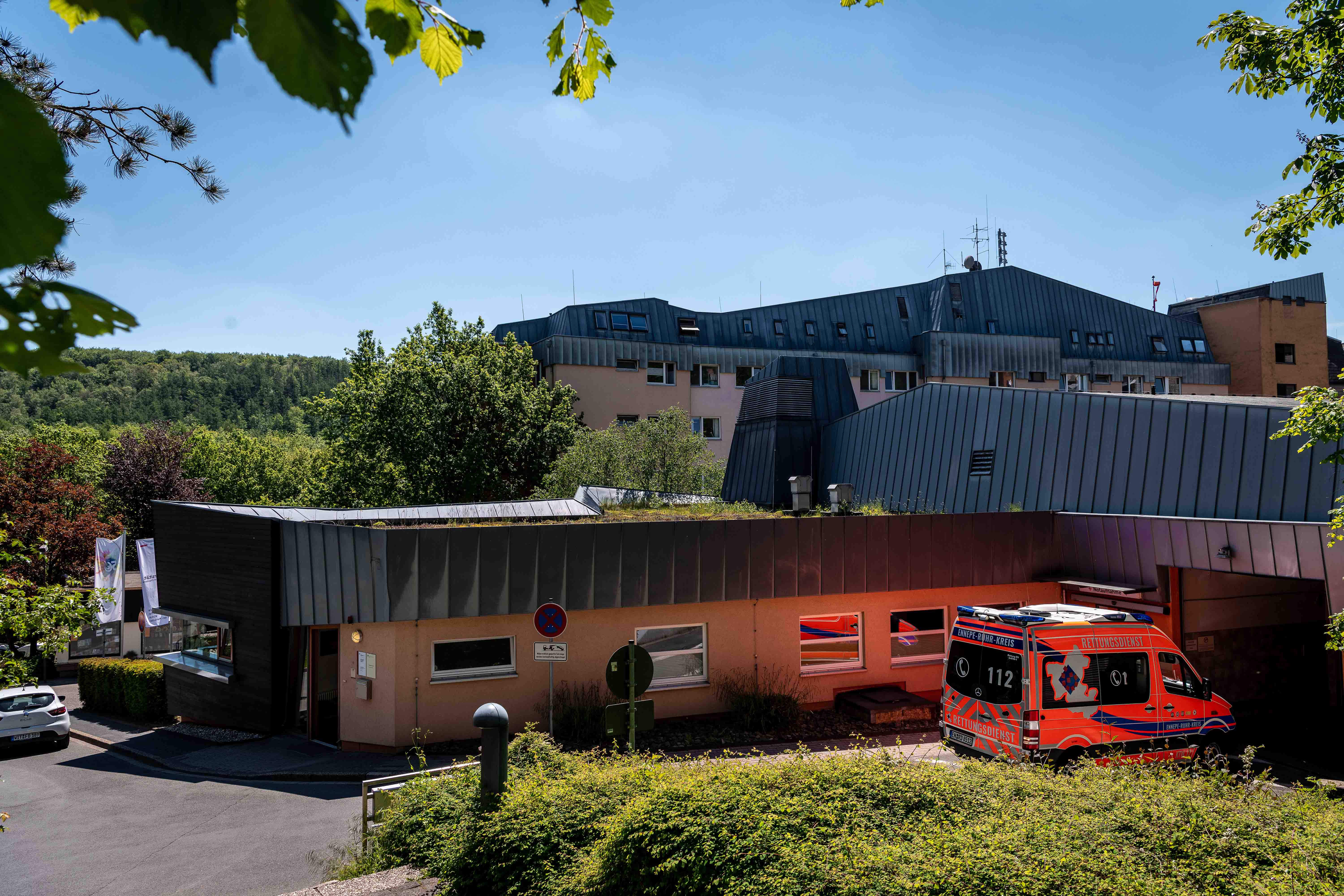
Die Notfallambulanz am Gemeinschaftskrankenhaus Herdecke
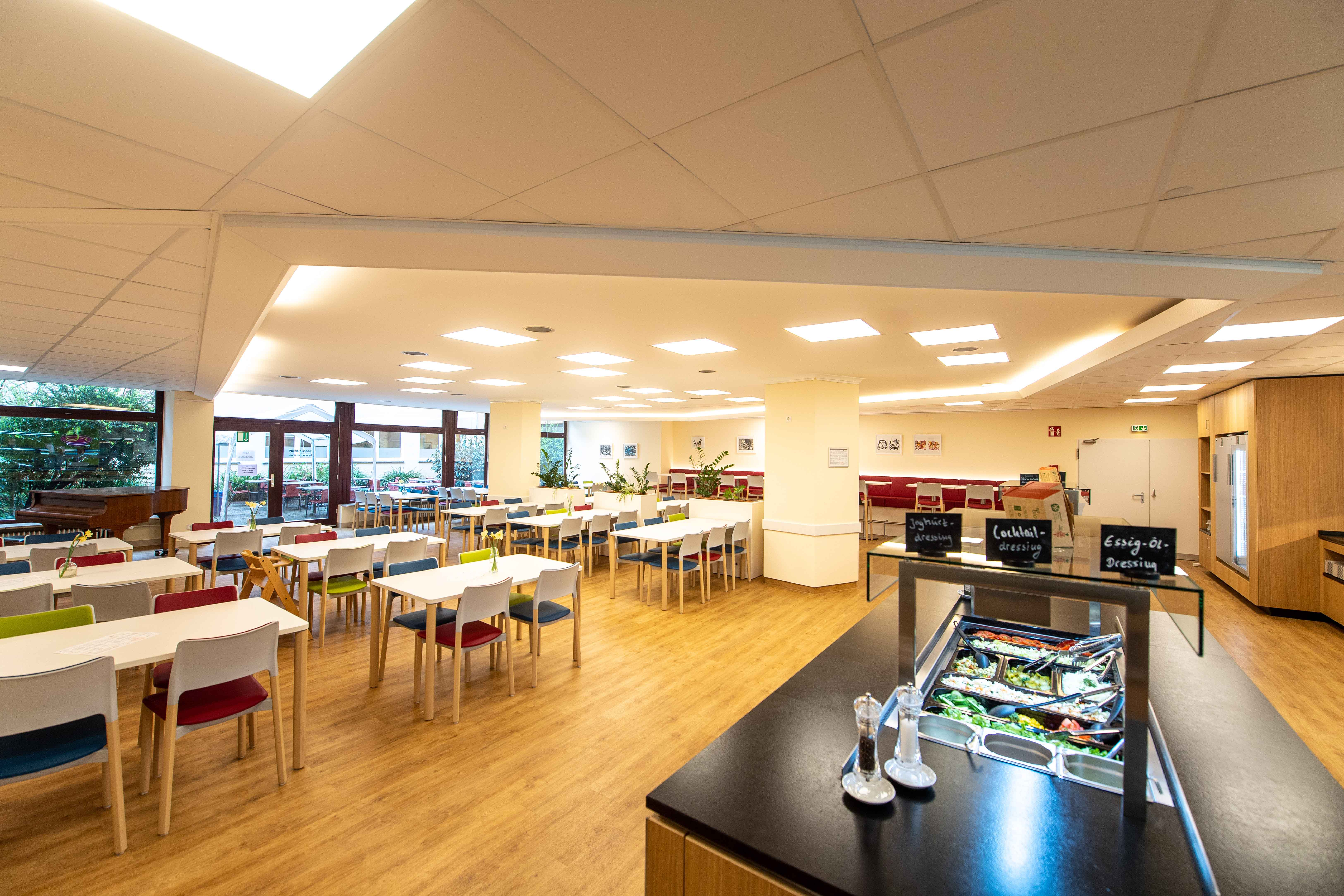
Speisesaal im Gemeinschaftskrankenhaus Herdecke
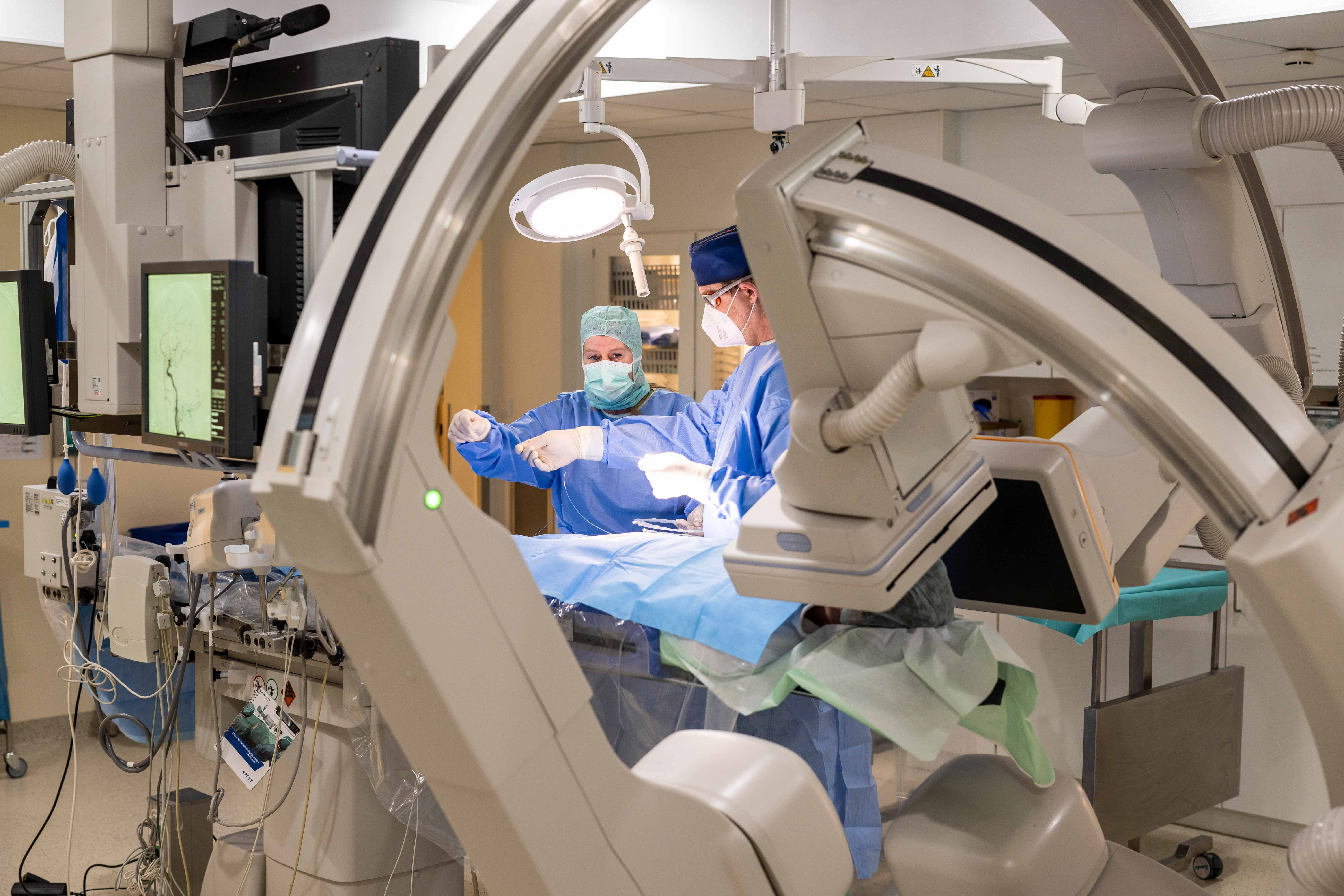
Ein OP-Saal im Gemeinschaftskrankenhaus Herdecke
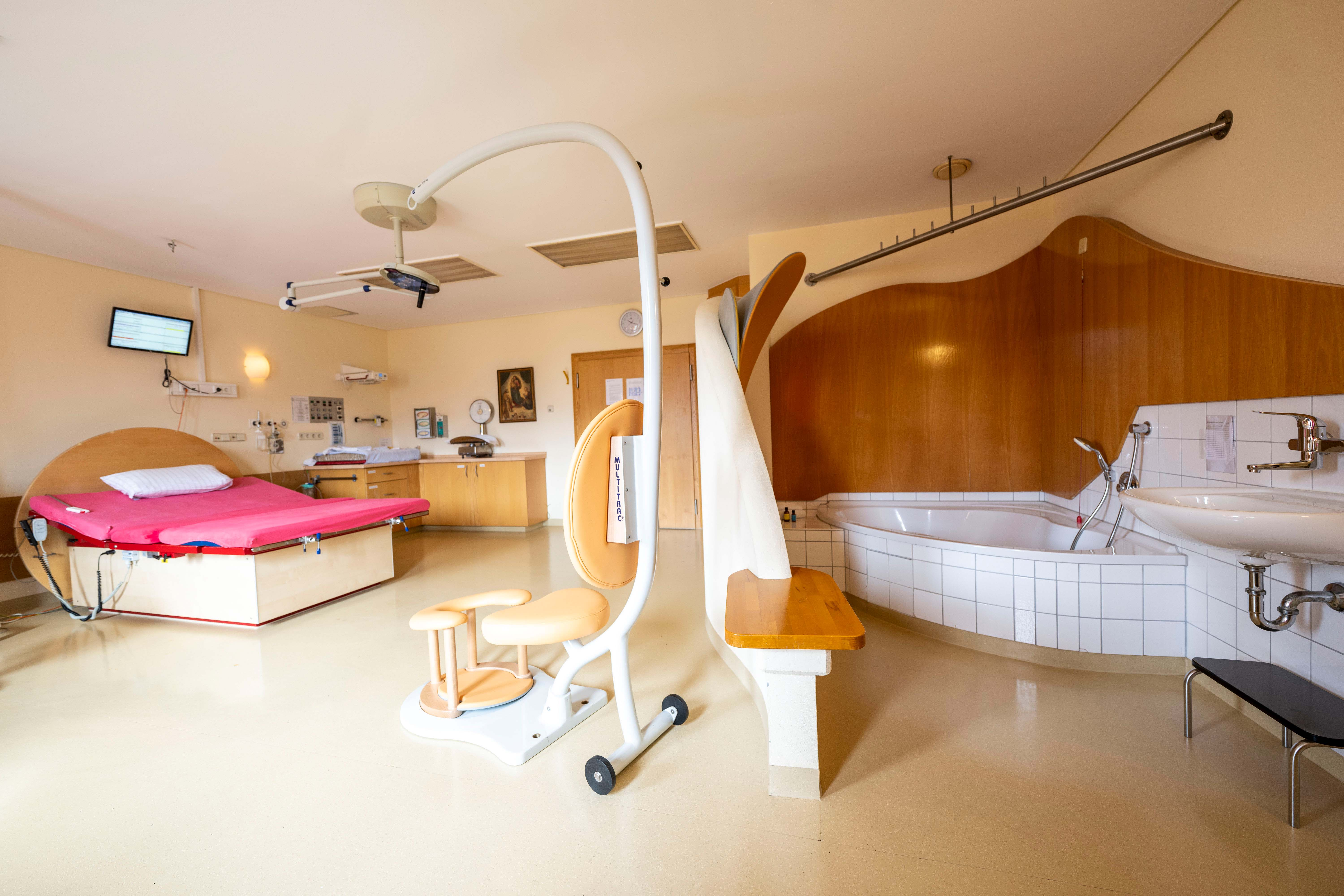
Ein Kreißsaal der Geburtshilfe-Station am Gemeinschaftskrankenhaus Herdecke
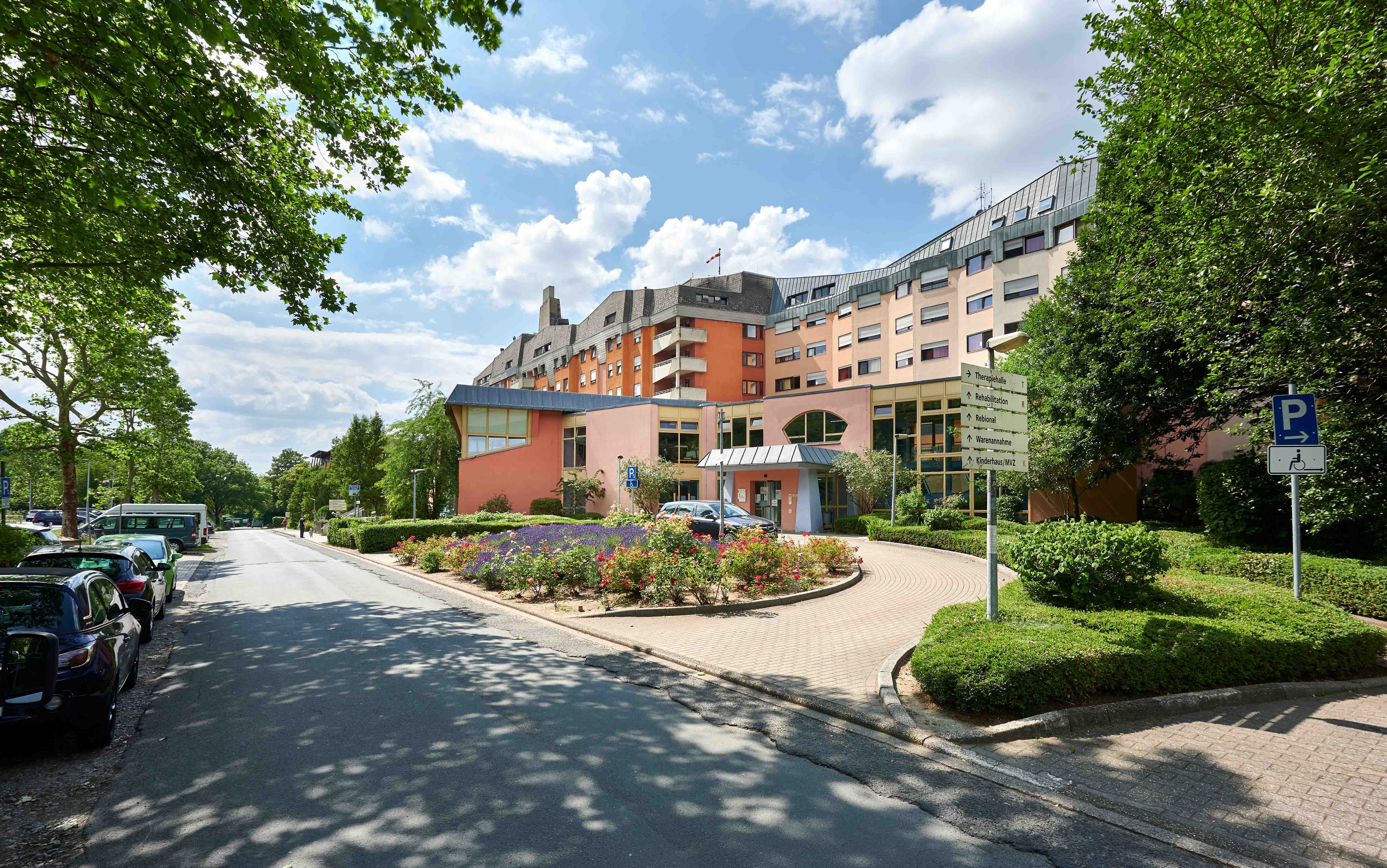
Eingang zur Therapiehalle am Gemeinschaftskrankenhaus Herdecke